# 俄勒岡號戰艦
俄勒岡號戰艦（舷號BB-3）是一艘隸屬於美國海軍的戰艦，為印第安納級戰艦的三號艦。她是美軍第二艘以俄勒岡州為名的軍艦。
俄勒岡號在1891年在三藩市的聯合鋼鐵造船廠（Union Iron Works）開始建造，並在1893年下水，最終在1896年服役。接著俄勒岡號參與了美西戰爭及美菲戰爭，並在義和團之亂後離開香港，率先運載少量陸戰隊到大沽，保護當地的美國僑民。俄國內戰期間，俄勒岡號曾掩護參與西伯利亞遠征的美軍運兵船。
1919年俄勒岡號退役，並在1925年6月外借到波特蘭作紀念館艦。珍珠港事件後，海軍為增加軍用物資，在1942年12月7日將俄勒岡號除籍，並出售拆解。在美國眾議員林登·詹森等人的帶領下，波特蘭市民上街為俄勒岡號作紀念遊行。
1943年3月，俄勒岡號拖行到華盛頓州拆解，但中途法院將俄勒岡號的艦體沒收，轉交海軍，改裝為彈藥運輸艦。及後這艘彈藥運輸艦參與了太平洋戰爭關島戰役。
戰後俄勒岡號的殘餘艦體一直在關島停泊。1948年11月14日至15日，有颱風吹襲關島，將俄勒岡號的艦體沖出大海。要到12月8日，俄勒岡號才在關島東南約500哩海域尋獲。1956年3月15日，俄勒岡號出售到日本川崎市拆解。